# Ossi und Wessi
Ossi und Wessi sind umgangssprachliche Bezeichnungen für Menschen, die in der ehemaligen DDR oder Ostdeutschland seit 1990 (Ossi) oder in der BRD oder den westdeutschen Bundesländern (Wessi) geboren oder aufgewachsen sind.

## Wortgeschichte

### „Wessi“
Bereits Jahrzehnte vor der deutschen Wiedervereinigung wurde in West-Berlin der Begriff Wessi für westdeutsche „Provinzler“ gebraucht, insbesondere für diejenigen, die nach Berlin zuzogen oder dort zu Besuch waren. Analog dazu nannten die West-Berliner die damalige Bundesrepublik auch „Wessiland“, was teilweise noch heute gebräuchlich ist. Der Begriff wurde damals auch abschätzig verwendet, wenn Westdeutsche als sogenannte „Kegeltouristen“ oder als Träger einer frühen Form der Gentrifizierung gemeint waren oder um eine vermeintlich immer stärker nach Berlin getragene „Sterilität“ der westdeutschen Provinz zu kritisieren. Als Synonym für Wessis galt auch die Bezeichnung „Schwaben“, die nach dem Mauerfall im Jahre 1989 auch im Ostteil der Stadt für Zugezogene aus den alten Bundesländern, insbesondere aus Süddeutschland gebraucht wurde. Im Jahre 2009 verwendete die Frankfurter Allgemeine Zeitung den Begriff Super-Wessis für die „Schwaben“.
Seit der politischen Wende in der DDR und den ersten Jahren im wiedervereinigten Deutschland erfuhr der Begriff Wessi zunehmend Bedeutung als ostdeutsche Bezeichnung für die Bürger der alten Bundesländer einschließlich West-Berlins. Im Sprachgebrauch in der DDR waren zuvor die Bezeichnungen Westler oder Bundis (von „bundesdeutsch“) üblich gewesen.
Bei vielen Ostdeutschen war der Begriff Wessi tendenziell negativ besetzt, insbesondere im Wort Besserwessi (Kofferwort mit „Besserwisser“). Der Journalist Franz-Josef Wagner sorgte 1991 mit einer Schlagzeile in der als Boulevardzeitung für Ostdeutschland konzipierten Zeitung Super! für Aufsehen: „Angeber-Wessi mit Bierflasche erschlagen – Ganz Bernau ist glücklich, daß er tot ist“. Der in Leipzig geborene Journalist Holger Witzel veröffentlichte ab 2008 im Stern die regelmäßig erscheinende Kolumne Schnauze Wessi. Ab 2011 erschienen zwei Sammelbände unter dem Titel Schnauze Wessi: Pöbeleien aus einem besetzten Land und Gib Wessis eine Chance: Neue Beiträge zur Völkerverständigung sowie das Buch Heul doch, Wessi. Der wiederkehrende Gebrauch von Wessi bzw. Ossi geschah laut Witzel aus Marketinggründen; er selbst empfand beide Begriffe „20 Jahre nach dem Mauerfall“ als nicht mehr passend.

### „Ossi“
Als Pendant zum Begriff Wessi wurde nach 1989 die Bezeichnung Ossi für ehemalige DDR-Bürger gebräuchlich. Ein bereits früher verwendeter umgangssprachlicher Begriff für Ostdeutsche war Zoni, eine vom Begriff Sowjetische Besatzungszone abgeleitete abschätzige Bezeichnung. 1991 wurde in Berlin die Boulevardzeitung Super Ossi gegründet. In den alten Bundesländern war der Begriff Ossi negativ konnotiert (so in den Wortprägungen „Jammerossi“ oder „Meckerossi“). Thomas R. P. Mielke verwendete die Begriffe Wessi und Ossi bereits 1985 im Buch Der Tag, an dem die Mauer brach. Es entwickelten sich die Wessi-Ossi-Witze. Vor 1989 waren noch alternative Bezeichnungen und Schreibweisen gebräuchlich. Hans Magnus Enzensberger verwendete 1987 in dem Buch Ach Europa die Schreibweisen Wessie und Ossie. In einem Kapitel in diesem Buch beschreibt Enzensberger ein fiktives wiedervereinigtes Deutschland im Jahre 2006, in dem sich Ossies und Wessies „spinnefeind“ sind. Der Schriftsteller Maxim Biller betitelte seine Tempo-Kolumne 1988 mit „Osti go home“. Biller sprach in einem FAZ-Essay 2009 von der „Ossifizierung“ Deutschlands. Man könne nicht alles, was an Deutschland nerve, auf den „lähmenden Einfluss der xenophoben, deutschnationalen, provinziellen, für immer bolschewisierten Duckmäuserossis zurückführen. Aber vieles, sehr vieles.“

### „Ostler“
Analog zum DDR-Sprachgebrauch Westler wurden Bewohner Ost-Berlins im Westen als Ostler bezeichnet. Als Kurzform für Ostdeutsche ist Ostler heute noch in Gebrauch.

### „Wossi“
Seit den 1990er Jahren wurde der Begriff Wossi, ein Kofferwort aus Wessi und Ossi, für eine Person verwendet, die nach der politischen Wende von West- nach Ostdeutschland gezogen ist. Christian Bangel beobachtete 2019 in der Zeit den wachsenden politischen Einfluss von Wossis in der Bundespolitik, da zahlreiche in Westdeutschland sozialisierte Politiker im brandenburgischen Potsdam leben, darunter Olaf Scholz, Annalena Baerbock und Alexander Gauland.

## Rezeption

### Sprachwissenschaft
Die Sprachwissenschaftlerin Doris Steffens vom Institut für Deutsche Sprache nannte 2014 die Begrifflichkeiten Ossi und Wessi als Inbegriff der Schwierigkeiten des deutschen Vereinigungsprozesses. Ihre negativen Zuschreibungen haben diese Begriffe laut einer Studie inzwischen weitgehend verloren. Begriffe wie Jammerossi oder Besserwessi seien inzwischen seltener zu hören als nach dem Mauerfall.

### Rechts- und Sozialwissenschaften
Ob der Begriff Ossi als Ethnophaulismus und damit als Benachteiligung im Sinne von § 1 des Allgemeinen Gleichbehandlungsgesetzes (AGG) wegen der ethnischen Herkunft oder Weltanschauung gelten kann, hängt von der Frage ab, ob es eine ostdeutsche Ethnie gibt. Diese Frage wurde von deutschen Arbeitsgerichten verneint. Ein in Ostdeutschland geborener Koch reichte 2009 beim Arbeitsgericht Würzburg Klage ein, nachdem er am Arbeitsplatz als Ossi bezeichnet worden war. Das Gericht lehnte die Schmerzensgeldzahlung unter anderem mit der Begründung ab, der Begriff Ossi bezeichne keine Ethnie und stelle keine Diskriminierung ostdeutscher Bürger dar. Das Urteil berief sich dabei auf einen Kommentar des Rechtswissenschaftlers Gregor Thüsing, der die während der friedlichen Revolution 1989 verbreitete Parole „Wir sind ein Volk“ auf den im Arbeitsrecht festgelegten Diskriminierungsschutz bezieht. Der Soziologe Steffen Mau argumentierte 2021, eine identitätspolitische Kategorie des „Ossismus“ (analog zu „Rassismus“) gebe es nicht.

### Popkultur
2022 veröffentlichten Die Toten Hosen die Single Scheiß Wessis, Marteria am selben Tag die Single Scheiß Ossis.

### Publizistik
- Harry Nutt: Wohl’n Wessi, wa? In: Margret Iversen (Hrsg.): Nie wieder Berlin. Berlin-Wortwechsel. Berlin 1989, ISBN 3-927555-03-7, S. 139–146.
- Ute Scheub: ,Aber in Schtuttgart isch’s au scheee‘. Schwaben auf Stadtrundfahrt in Berlin / Frust über das Verschwinden der Mauer / ,Die Oschtler, die leischtet doch nix‘. In: taz, 2. April 1991, (taz.de)
- Wolfgang Bickerich: „Es ist ein anderes Leben“. In: Der Spiegel, Band 1990, Nr. 39, 1990, S. 34–61. (spiegel.de)
- N. N.: Du paßt nicht mehr in unser Weltbild. In: Der Spiegel. Nr. 29, 1992, S. 32–35 (online – 13. Juli 1992).
- Ruth Reiher, Rüdiger Läzer: Wer spricht das wahre Deutsch?: Erkundungen zur Sprache im vereinigten Deutschland. Aufbau Taschenbuch, 1993, ISBN 978-3-7466-8004-0
- Peter Hoffmann, Norbert Kühne: Ich bremse auch für Wessis. Bitterfeld 1996, OCLC 246253980.
- Ernst Röhl: Der Ostler, das unbekannte Wesen: Geschichten. In: Eulenspiegel, 2000, ISBN 3-359-00985-1.
- Thomas Wieczorek: Papa, was ist ein Ossi? Ein Dreh- und Wendebuch. Eulenspiegel-Verlag, Berlin 2000, ISBN 3-359-00986-X.
- Christian Bangel: Jetzt kommen die Wossis. In: Die Zeit, 2. Mai 2019, (Zeit Online)

### Karikatur und Literatur
- Hans-Jürgen Starke (1994): Ossi-Wessi. In: Lebendiges Museum Online, Stiftung Haus der Geschichte der Bundesrepublik Deutschland. (hdg.de)
- Rolf Hochhuth: Wessis in Weimar: Szenen aus einem besetzten Land. Volk & Welt, Berlin 1993.
- Reinhold Andert: Rote Wende. Wie die Ossis die Wessis besiegten. Elefanten Press, Berlin 1994, ISBN 3-88520-525-4.
- Eberhard Panitz / Klaus Huhn: Ossiland ist abgebrannt. Berlin 1994.
- Holger Witzel: Schnauze Wessi: Pöbeleien aus einem besetzten Land. Leipzig 2011.
- Alan Posener: Olli aus Ossiland. Ernst Klett Sprachen, 2016, ISBN 978-3-12-675757-7.

### Forschung
- Juliette Wedl: Ein Ossi ist ein Ossi ist ein Ossi … Regeln der medialen Berichterstattung über „Ossis“ und „Wessis“ in der Wochenzeitung Die Zeit seit Mitte der 1990er Jahre. In: Th. Ahbe, R. Gries, W. Schmale (Hrsg.): Die Ostdeutschen in den Medien. Das Bild von den Anderen nach 1990. Bundeszentrale für politische Bildung, Bonn 2010.
- Rebecca Pates, Maximilian Schochow (Hrsg.): Der „Ossi“: Mikropolitische Studien über einen symbolischen Ausländer. VS Verlag für Sozialwissenschaften, Wiesbaden 2013.